# Ramucirumab
Il ramucirumab (IMC-1121B secondo la Denominazione Comune Internazionale) è un anticorpo monoclonale umano, appartenente alla superfamiglia delle immunoglobuline IgG1, che agisce sull'apparato circolatorio ed è stato progettato per la terapia di alcuni tipi di neoplasia; esso si lega con il recettore 2 (VEGFR2) del fattore di crescita vascolare endoteliale (VEGF), fungendo da antagonista dello stesso VEGF e impedendo ad esso il legame al VEGFR2.
Sono stati condotti studi clinici sulla somministrazione del ramucirumab in diverse fasi della terapia dell'adenocarcinoma gastrico metastatico, del carcinoma del polmone a cellule non piccole e di altre tipologie di cancro, come quello mammario.
L'anticorpo è stato realizzato dalla casa farmaceutica ImClone Systems Inc.